# Madak
Le madak (ou lelet ou mandak) est une des langues de Nouvelle-Irlande, parlée par 3 000 locuteurs dans la province de Nouvelle-Irlande, district central. Il comprend les dialectes suivants : danu, katingan, lelet, mesi et malom.